# Dambisa Moyo
Dambisa Felicia Moyo, baronessa Moyo (Lusaka, 2 febbraio 1969), è un'economista e scrittrice zambiana naturalizzata statunitense, analista di macroeconomia e di affari globali.
Attualmente fa parte dei consigli di amministrazione di Barclays Bank, Seagate Technology, Chevron Corporation, Barrick Gold e 3M Company. Ha lavorato per due anni alla Banca Mondiale e otto anni alla Goldman Sachs prima di diventare una scrittrice e una relatrice internazionale. Ha scritto quattro libri bestseller. Ha una laurea in Chimica e un Master in business administration alla American University, un Master in Public Administration alla Harvard Kennedy School e un dottorato di ricerca in Economia alla Università di Oxford.

## Biografia

### Infanzia e istruzione
Dambisa Moyo è nata nel 1969 a Lusaka, la capitale dello Zambia. Ha trascorso parte della sua infanzia negli Stati Uniti mentre suo padre studiava dopo la laurea, poi è ritornata in Zambia. Moyo ha studiato chimica all'Università dello Zambia ma è ripartita nel 1991 per gli studi universitari. Si è laureata in Chimica negli Stati Uniti grazie a una borsa di studio presso l'American University a Washington, poi ha conseguito un Master in business administration in Finanza presso l'università nel 1993 e un Master of Public Administration presso la John F. Kennedy School of Government della Università di Harvard nel 1997. Nel 2002 ha conseguito il dottorato di ricerca in Economia presso il St Antony's College dell'Università di Oxford. I suoi studi a Oxford riguardavano la macroeconomia e la sua tesi di dottorato era sui tassi di risparmio nei paesi in via di sviluppo.

### Carriera

#### Banca Mondiale e Goldman Sachs
Dopo il suo Master in Business Administration presso l'American University, Moyo ha lavorato presso la Banca mondiale da maggio 1993 a settembre 1995. È stata consulente del dipartimento Europa e Asia Centrale e del dipartimento Africa e co-autrice del rapporto annuale della Banca Mondiale sullo sviluppo mondiale.
Dopo aver conseguito il Master of Public Administration e il dottorato di ricerca ad Harvard e Oxford, Moyo ha lavorato presso Goldman Sachs come economista ricercatrice e stratega nel 2001. Ha lavorato nella compagnia fino al novembre 2008, principalmente nei mercati dei capitali di debito, nella copertura degli hedge fund e nella macroeconomia globale. Parte del suo incarico presso Goldman Sachs è stato dedicato alla consulenza ai paesi in via di sviluppo per l'emissione di obbligazioni sul mercato internazionale. È stata anche responsabile della ricerca economica e della strategia per l'Africa subsahariana.

#### Partecipazione ai consigli di amministrazione
Dopo aver lasciato Goldman Sachs, Moyo è entrata a far parte del consiglio di amministrazione del birrificio internazionale SABMiller nel 2009. È stata presidente del Corporate Accountability and Risk Assurance Committee della società, che sovrintende all'intera azienda in relazione alla responsabilità aziendale.
Nel 2010 Moyo è entrata a far parte del consiglio di amministrazione di Barclays Bank. Siede in tre comitati del consiglio di amministrazione. Nel 2011 è entrata a far parte del consiglio di amministrazione della società mineraria internazionale Barrick Gold. Siede in tre comitati del consiglio di amministrazione. Nel 2015 Moyo è entrata a far parte del Consiglio di amministrazione della società di memorizzazione dati Seagate Technology. Il 9 agosto 2016, la Chevron Corporation ha annunciato che Moyo è stata eletta nel consiglio di amministrazione della Chevron. Secondo il comunicato stampa la nomina di Moyo sarebbe entrata in vigore l'11 ottobre 2016.
Moyo è stata membro del consiglio di amministrazione dell'associazione benefica Lundin for Africa ed è stata patrocinatrice di Absolute Return for Kids. È stata anche un membro del consiglio di amministrazione di Room to Read. Nell'agosto 2018 è stata eletta nel consiglio di amministrazione della 3M Company.

#### Saggi e conferenze
Il primo libro di Moyo, Dead Aid: Why Aid Is Not Working and How There Is a Better Way for Africa, è stato pubblicato all'inizio del 2009 ed è stato un bestseller del New York Times. Dead Aid ha reso famosa Moyo e l'ha resa una rinomata relatrice, opinionista e autrice. Nel 2009 è stata nominata Giovane leader globale al Forum economico mondiale, parte della TIME 100 e una dei 20 notevoli visionari di Oprah Winfrey.
Il libro ha ulteriormente sviluppato la sua ricerca in tutto il mondo, studiando e analizzando le condizioni economiche e raccogliendo le sue conclusioni. Nel 2015 ha viaggiato in più di 75 paesi, esaminando il sistema politico, economico e finanziario delle economie emergenti. È diventata una editorialista fissa e collaboratrice di molte reti finanziarie e pubblicazioni di business multinazionali, oltre che relatrice a conferenze. Ha scritto e tenuto conferenze su argomenti che spaziano dai mercati globali, l'impatto della geopolitica sull'economia, il futuro del mercato del lavoro, le prospettive di crescita in Cina e i percorsi passati e futuri dei tassi di interesse.
Il secondo libro di Moyo, How the West Was Lost: Fifty Years of Economic Folly – And the Stark Choices that Lie Ahead, è stato pubblicato nel gennaio 2011 ed è stato un bestseller del The New York Times. Il suo terzo libro, Winner Take All: China's Race for Resources and What It Means for the World, è stato pubblicato nel giugno 2012 ed è stato anch'esso un bestseller del New York Times.
Moyo è membro del Global Agenda Council on Global Economic Imbalances del Forum economico mondiale ed è intervenuta al Forum di Davos nel 2005. Nel 2009 è intervenuta al Council on Foreign Relations dell'American Enterprise Institute ed è stata una delle due relatrici della squadra vincente del Munk Debate 2009, in cui si è discusso di aiuti all'estero. Nel 2010 ha partecipato all'annuale Gruppo Bilderberg, mentre nel 2011 è intervenuta all'Istituto Peterson per l'Economia Internazionale e all'Organizzazione per la cooperazione e lo sviluppo economico. Nel 2013 ha partecipato al Jackson Hole Economic Symposium del Federal Reserve System, è intervenuta all'Aspen Institute e al Forum Ambrosetti. È anche membro del Comitato di Bretton Woods e dal 2013 collabora regolarmente al Project Syndicate.

#### Servizio politico
Il 14 ottobre 2022 è stato annunciato che, nell'ambito dei Political Honours del 2022, sarebbe stata nominata pari a vita. L'8 novembre successivo è stata creata baronessa Moyo, di Knightsbridge nella Città di Westminster.

## Opere
- (EN) Dambisa Moyo, Dead Aid: Why Aid Is Not Working and How There Is a Better Way for Africa, 2009, ISBN 978-0-374-13956-8.
  -  Dambisa Moyo, La carità che uccide. Come gli aiuti dell'Occidente stanno devastando il Terzo mondo, Rizzoli, 2010, ISBN 978-88-17-03997-0.
- (EN) Dambisa Moyo, How The West Was Lost: Fifty Years of Economic Folly - And the Stark Choices Ahead, Penguin Books Limited, 2011, ISBN 978-1-84614-235-2.
  -  Dambisa Moyo, La follia dell'Occidente. Come cinquant'anni di decisioni sbagliate hanno distrutto la nostra economia, Rizzoli, 2011, ISBN 978-88-17-04967-2.
- (EN) Dambisa Moyo, Winner Take All: China's Race for Resources and What It Means for the World, Harper Collins, 2012, ISBN 978-1-4434-0742-7.
- (EN) Dambisa Moyo, Edge of Chaos: Why Democracy Is Failing to Deliver Economic Growth - and How to Fix It, Hachette, 2018, ISBN 978-1-4087-1090-6.
  -  Dambisa Moyo, Sull'orlo del caos. Rimettere a posto la democrazia per crescere, EGEA, 2018, ISBN 978-88-238-3667-9.

### La carità che uccide
Il primo libro di Moyo, La carità che uccide. Come gli aiuti dell'Occidente stanno devastando il Terzo mondo (Dead Aid: Why Aid Is Not Working and How There is Another Way for Africa) del 2009, sostiene che gli aiuti allo sviluppo hanno danneggiato l'Africa e dovrebbero essere gradualmente eliminati, chiedendosi se fosse cambiato qualcosa negli ultimi cinquant'anni grazie ai più di mille miliardi di dollari in aiuti allo sviluppo trasferiti dai paesi ricchi all'Africa. È diventato un bestseller del New York Times ed è stato pubblicato in cinese, inglese, francese, tedesco, greco, italiano, giapponese, coreano, polacco, portoghese, spagnolo e olandese.
Il Financial Times ha condensato l'argomentazione del libro asserendo che Moyo sostenga che "l'assistenza allo sviluppo senza limiti ai governi africani ha incoraggiato la dipendenza e la corruzione e, in ultima analisi, ha contribuito a perpetuare il malgoverno e la povertà". Il libro suggerisce che l'aiuto pubblico allo sviluppo, al contrario dell'aiuto umanitario, perpetua il ciclo della povertà e ostacola la crescita economica in Africa. Il libro suggerisce ai paesi in via di sviluppo proposte per finanziare lo sviluppo invece di affidarsi ad aiuti esteri governativi. Il professore e storico di Harvard Niall Ferguson ha scritto la prefazione del libro. Il presidente del Ruanda Paul Kagame ha scritto che "Dead Aid ci ha dato una valutazione accurata della cultura odierna dell'aiuto".
In una recensione del libro l'economista Paul Collier ha affermato: "L'aiuto non è uno strumento molto efficace per migliorare la sicurezza o la responsabilità. La nostra ossessione per gli aiuti ha compromesso i modi più importanti per promuovere lo sviluppo: il mantenimento della pace, le garanzie di sicurezza, i privilegi commerciali e la governance". L'organizzazione pro-aiuto ONE Campaign non condivide la tesi del libro e ha affermato che invita a "tagliare tutti gli aiuti". Moyo ha sottolineato in una serie di interviste che si tratta di un travisamento delle sue idee e che non sta criticando gli aiuti umanitari, e il Financial Times ha notato che la campagna di ONE "si è "parzialmente ritorta contro". L'economista Jeffrey Sachs ha affermato che sono necessari più aiuti stranieri per migliorare le condizioni dell'Africa ma Moyo ha ricordato che quando Sachs era il suo docente ad Harvard è stato lui stesso ad insegnarle che "il percorso verso lo sviluppo a lungo termine si realizzerà solo attraverso il coinvolgimento del settore privato e attraverso soluzioni di libero mercato".
In un'intervista del 2013 è stato chiesto a Bill Gates il suo punto di vista sul libro e ha affermato di aver letto il libro e che "libri come questo promuovono il male". Nella sua risposta sul suo sito web Moyo ha dichiarato: "Mettere da parte gli argomenti che ho sollevato in Dead Aid in un momento in cui abbiamo assistito al successo economico trasformativo di paesi come Cina, Brasile e India sminuisce le mie esperienze e quelle di centinaia di milioni di africani".

### La follia dell'Occidente
Il secondo libro di Moyo, La follia dell'Occidente. Come cinquant'anni di decisioni sbagliate hanno distrutto la nostra economia (How the West Was Lost: Fifty Years of Economic Folly – And the Stark Choices that Lie Ahead) del 2010, illustra il declino della supremazia economica dell'Occidente negli ultimi 50 anni e sostiene che le economie più avanzate del mondo stanno sperperando il loro vantaggio economico. Moyo esamina il modo in cui le decisioni sbagliate dell'America e le scelte di politica fallimentare del capitale, del lavoro e della tecnologia hanno portato a un'altalena economica e geopolitica che prepara a rovesciarsi a favore del mondo emergente.
Il libro è diventato un bestseller del New York Times debuttando al sesto posto. Ha debuttato anche al quarto posto per il Washington Post e al secondo posto per il Wall Street Journal e dei bestseller economici di Nielsen BookScan.
In una recensione Paul Collier ha dichiarato che "la sua analisi dei recenti disastri dei mercati finanziari è concisa e sofisticata" e "plaudo al suo coraggioso allarme contro il nostro compiacimento economico e sociale: le sue preoccupazioni fondamentali sono sufficientemente vicine a verità dolorose da meritare la nostra attenzione". Dominic Lawson ha scritto su The Sunday Times: "Questo argomento difficilmente avrebbe potuto essere reso più conciso". The Guardian ha dichiarato: "How the West Was Lost è più interessante, di più ampia portata e più importante di Dead Aid".
Al contrario Alan Beattie del Financial Times ha scritto: "Le sfide che individua sono per la maggior parte reali o addirittura inedite. Ma gli enormi difetti delle economie emergenti sono ignorati". The Economist ha affermato "queste argomentazioni hanno bisogno di materiale di supporto molto superiore a quello che il libro fornisce".

### Winner Take All
Il terzo libro di Moyo, Winner Take All: China's Race for Resources and What It Means for the World del 2012, esamina le dinamiche che il mondo affronterà nei prossimi decenni, secondo Moyo. In particolare analizza le implicazioni della corsa della Cina alle risorse naturali in tutte le regioni del mondo. Constatando che la portata della campagna cinese per le materie prime dure (metalli e minerali) e morbide (legname e cibo) è una delle più grandi della storia, Moyo espone le sue ricerche e le sue conclusioni sulle implicazioni finanziarie e geopolitiche in un mondo con risorse in diminuzione. Winner Take All continua dove si è fermato La follia dell'Occidente e Moyo sostiene che la Cina è già sulla buona strada per prendere il sopravvento sul predominio economico mondiale.
Winner Take All è stato un bestseller del New York Times, debuttando al tredicesimo posto, oltre ad entrare nella lista dei bestseller del Wall Street Journal e dei bestseller di economia di Nielsen BookScan al quarto posto e nella lista della saggistica bestseller del Publishers Weekly al'undicesimo posto.
Una recensione sul Financial Times ha affermato che: "Se Dambisa Moyo avesse ragione, la domanda dello stato più popoloso del mondo sarebbe una cattiva notizia per il resto di noi. Non si può accusare Moyo di non aver fatto il suo dovere". The Independent ha affermato: "Questo non è un libro scritto con eleganza. Ma va al cuore della questione: quello che la Cina fa sulle risorse è profondamente importante e merita la nostra attenzione".
The Telegraph ha affermato: "Moyo pensa che l'impatto della Cina sul mercato globale delle materie prime andrà avanti a lungo, alimentato da un'economia cinese inarrestabile. Forse ha ragione, ma i motivi per dubitare che il futuro sia una linea retta del passato meritano attenzione". The Guardian ha scritto: "Nonostante l'insistenza di Moyo sul fatto che una crisi è inevitabile e che la Cina sarà l'unica a guadagnarci, siamo in un territorio incerto".

### Sull'orlo del caos
Il quarto libro di Moyo, Sull'orlo del caos. Rimettere a posto la democrazia per crescere (Edge of Chaos: Why Democracy Is Failing to Deliver Economic Growth - and How to Fix It), è stato pubblicato il 19 aprile 2018. È stata trattato da Bloomberg e dal Wall Street Journal. Garri Kimovič Kasparov ha tenuto una conferenza sul libro con Moyo nel maggio 2018 alla New York Public Library.  L'8 maggio 2018 il libro si è classificato al 13º posto nella lista dei bestseller del New York Times.

### Ulteriori pubblicazioni e conferenze
Moyo è una speaker e opinionista frequente. Ha scritto per riviste finanziarie ed economiche internazionali e per altri periodici e pubblicazioni e ha tenuto conferenze in tutto il mondo in occasione di alcuni summit, forum e conferenze finanziarie ed economiche, così come ai TEDTalks e a HARDtalk di BBC. È anche commentatrice per alcune reti come CNBC, CNN, Bloomberg, BBC e Fox Business. È stata uno dei sette giudici del Financial Times and McKinsey Best Business Book Award nel 2015.

## Premi e riconoscimenti
- Young Global Leader per il Forum economico mondiale nel 2009[31]
- TIME 100 nel 2009[32]
- First-Ever Power List per O di Oprah Winfrey nel 2009[33]
- Hayek Lifetime Achievement Award nel 2013[92][93]
- The 100 Most Connected Women per GQ e Editorial Intelligence nel 2014[94][95]
- 25 Great Thinkers per Handelsblatt nel 2015[96][97]
- Thinker of the Month per Thinkers50 nell'aprile 2015[98]